# Elisa's
Elisa's är ett dansband från Skaraborgsområdet i Sverige, startat 2009. Bandet fick sitt genombrott med segern i Dansbandskampen 2010.
Bandet har sedan januari 2016 gjort ett långt uppehåll.

## Banduppsättning
Bandet startades av några 18-20-åringar vid Musikgymnasiet i Skövde, där de spelat tillsammans i flera konstellationer. Under första året i gymnasieskolan väcktes tankarna på att bilda ett dansband, då gitarristen Markus Frykén och sångerskan Elisa Lindström båda efter gymnasieskolan ville ut i Sverige och spela dansmusik. Man fick med sig kompisar för att bilda band, vilket dock aldrig blev av på grund av brist på tid och engagemang.
När Lindström gick sitt tredje läsår på Musiklinjen på Västerhöjdsskolan i Skövde, och Frykén tagit studenten från samma linje, anslöt sig dragspelaren och basisten Petter Ferneman, som var klasskamrat med Lindström, till bandet. Ferneman var också kapellmästare fram till han slutade i augusti 2012. Under jullovet 2009 hölls första repet, på Frykéns altan.
Under våren 2010 började bandet spela på allvar. Man fick en ny trummis, Daniel Wallin som hade studerat på MOP i Skara. Första singeln, "Hey Go So Long", spelades in i februari 2010. Bandet deltog på hösten samma år i Dansbandskampen 2010, som direktsändes i SVT under nio veckor, där Elisa´s vann med 61,3% av rösterna före Willez och CC & Lee.
Den 9 januari 2011 gick bandet in på Svensktoppen med "Det här är bara början". 2012 slutade Ferneman i Elisa's för att börja studera. Man ersatte Ferneman med Felix Rajamäki, och släppte albumet Be mig! Se mig! Ge mig!
2015 ersattes Rajamäki av Jon-Emil Oscarsson.

## Diskografi

### Album
| Titel                   | Utgivning |
| ----------------------- | --------- |
| Det här är bara början  | 2011      |
| Det sa klick!           | 2012      |
| Be mig! Se mig! Ge mig! | 2013      |
| En gnistrande jul       | 2013      |
| Det ska va lätt         | 2014      |
| Utekväll                | 2015      |

### Singlar
| Titel                         | Utgivning |
| ----------------------------- | --------- |
| Hey Go So Long                | 2010      |
| Om du säger att du älskar mig | 2010      |
| Jag säger som det är          | 2012      |
| Christmas Is Here             | 2012      |
| Be mig! Se mig! Ge mig!       | 2013      |
| Det ska va lätt               | 2014      |
| Utekväll                      | 2015      |

### Melodier på Svensktoppen
| Titel                   | Inträddesår-utträdesår |
| ----------------------- | ---------------------- |
| Det här är bara början  | 2011                   |
| En stjärna föll för oss | 2011                   |
| Jag säger som det är    | 2011-2012              |

## Banduppsättning
- Elisa Lindström – Sång, trumpet
- Markus Frykén – Gitarr
- Jon-Emil Oscarsson - Bas
- Robert Lundh  – Klaviatur och dragspel
- Daniel Wallin – Trummor

### Tidigare meddelemmar
- Petter Ferneman - Dragspel och Bas
- Felix Rajamäki  – Bas

## Utmärkelser
- 2011: Sveriges Radio-priset
- 2013: Guldklaven för årets låt ("Be mig! Se Mig! Ge mig!").

## Nomineringar
- 2011: Guldklaven för årets dansband.
- 2011: Guldklaven för årets låt ("Det här är bara början").
- 2012: Guldklaven för årets dansband.
- 2013: Guldklaven för årets dansband.
- 2015: Guldklaven för årets låt ("Tänk om vi aldrig").